# Apisonadora

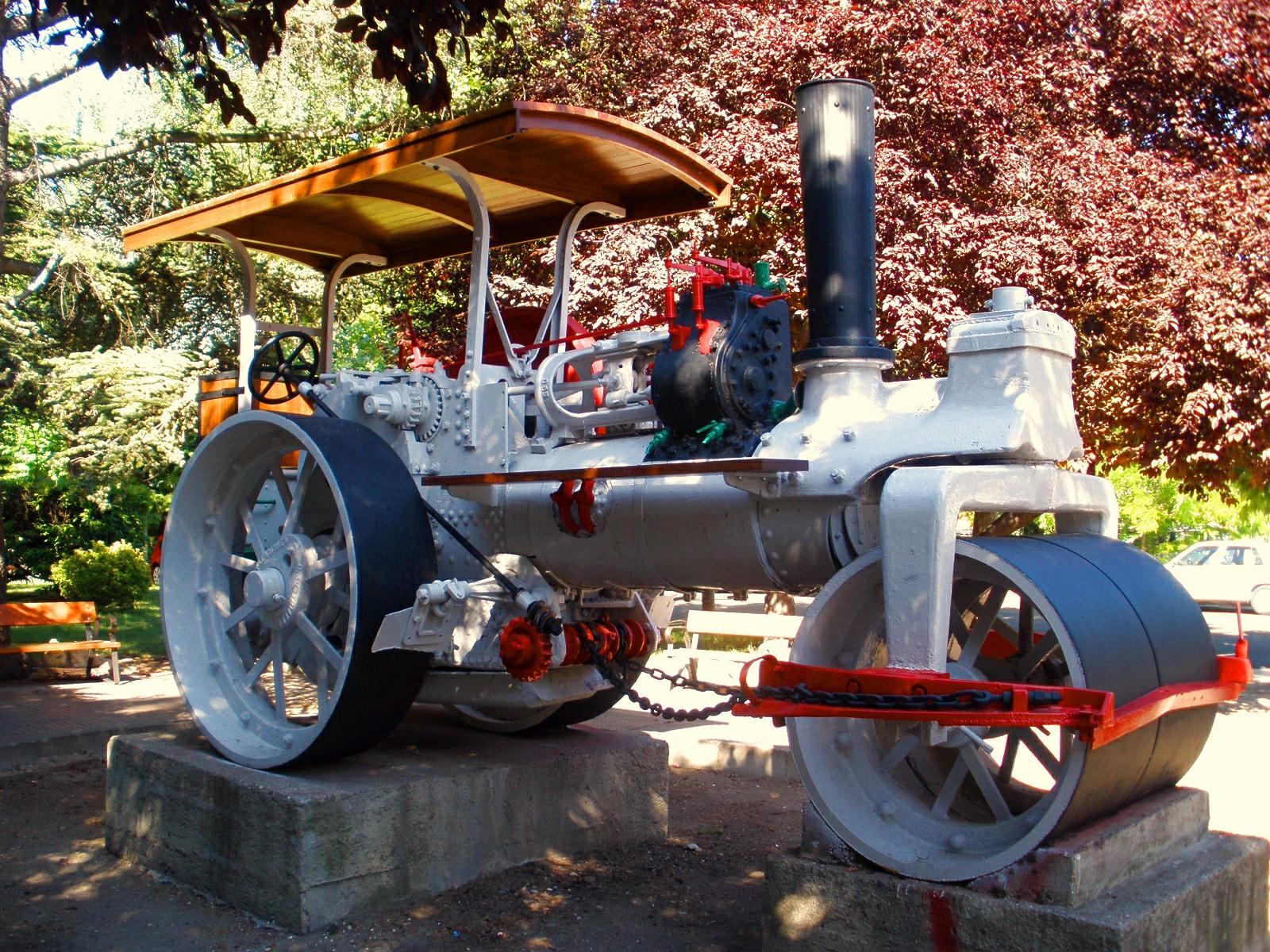
Apisonadora a vapor.

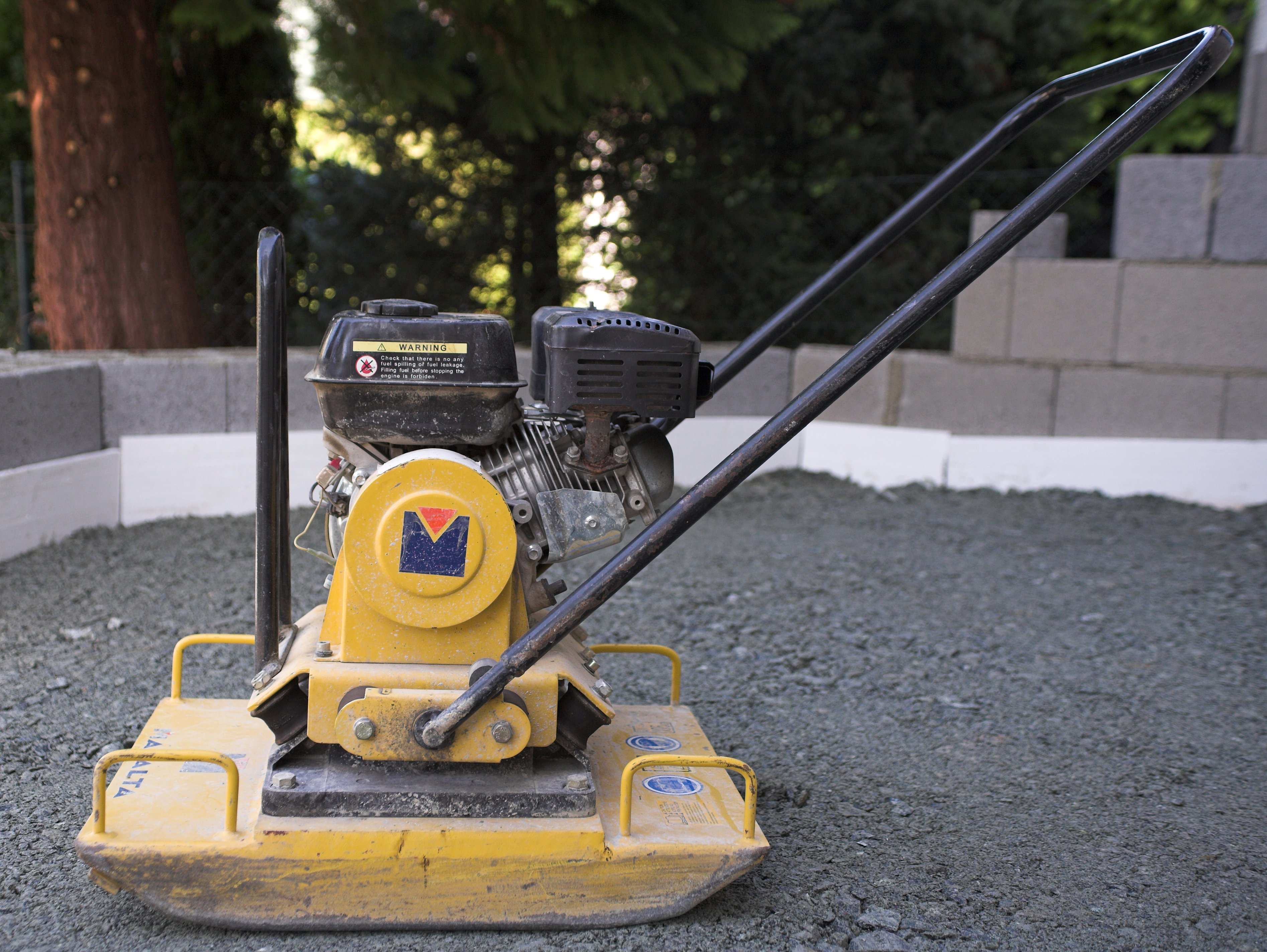
Apisonadora ligera.

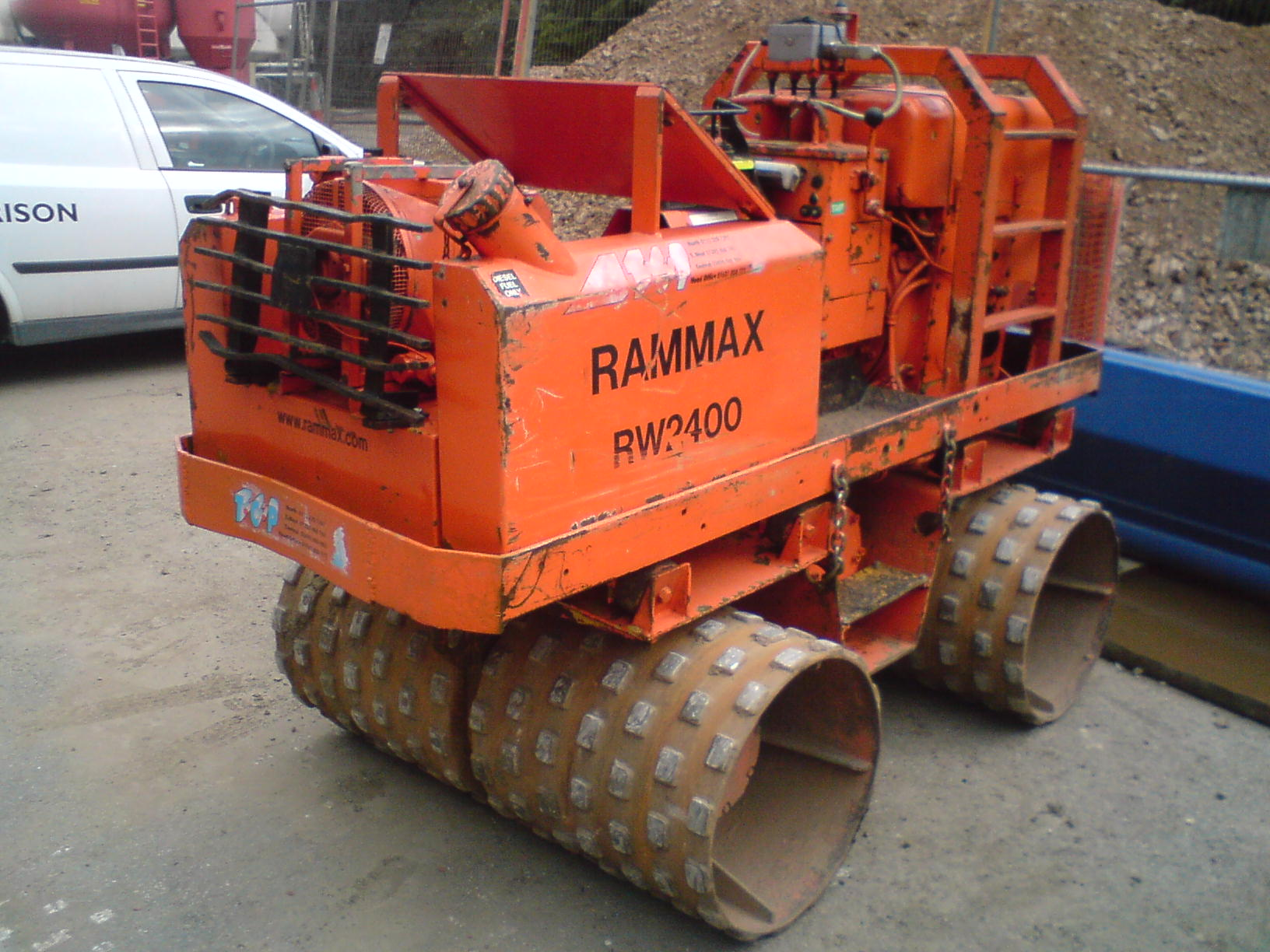
Apisonadora con doble rodillo.

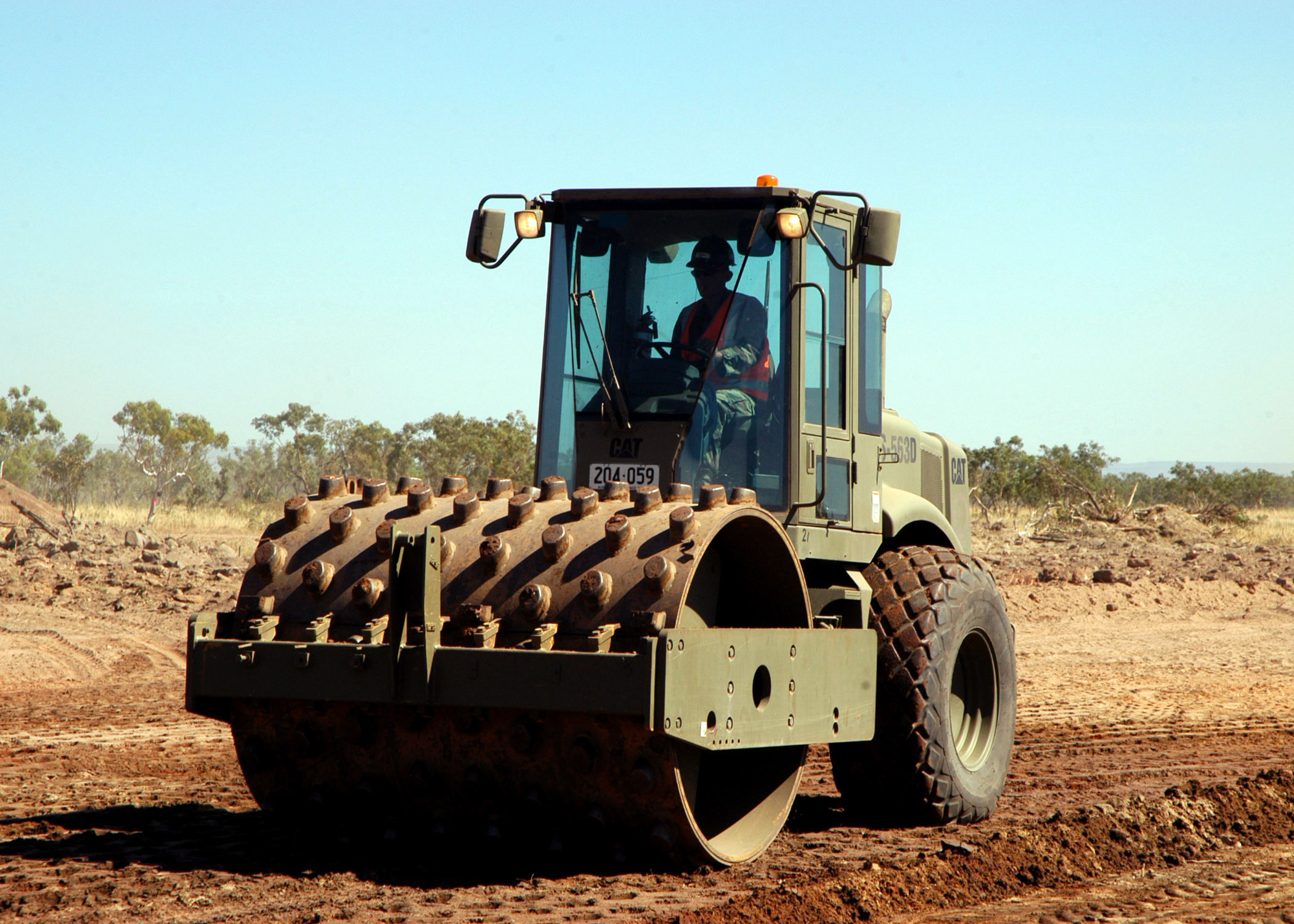
Apisonadora.

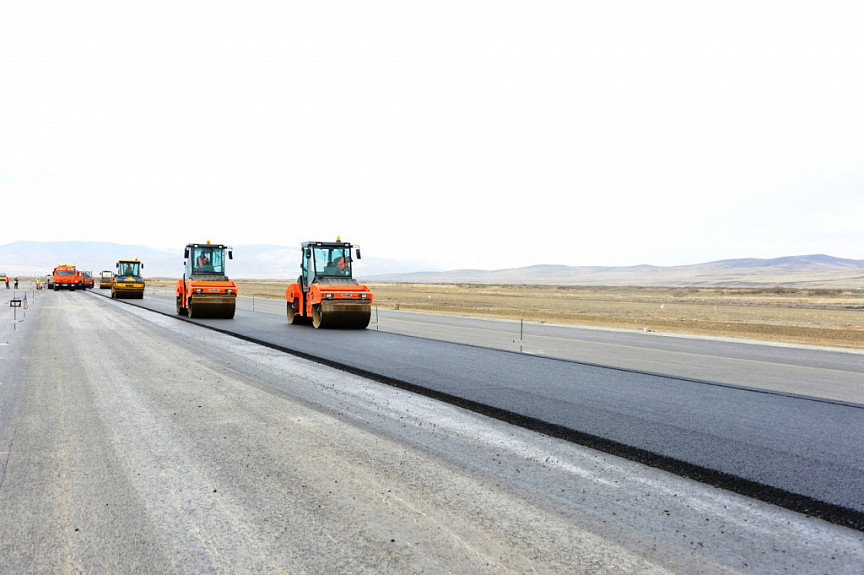
Los rodillos compactan la capa asfáltica. Buriatia, Rusia

Una apisonadora, aplanadora o compactadora estática es una máquina pesada que producen la densificación del suelo fundamentalmente por su propio peso. Existen distintos tipos de compactadores estáticos: las apisonadoras estáticas de rodillos lisos, los compactadores estáticos de rodillo de patas apisonadoras, compactadores estáticos de ruedas neumáticas, rodillos de malla o de reja y compactadores por impactos con rodillo de perfil lobular.

## Usos
Las aplanadoras se utilizan en construcción para compactar materiales. Son imprescindibles durante la construcción de carreteras, tanto en la sub-base como en las mezclas asfálticas, siendo utilizadas también para alisar superficies u otro tipo de tareas en obras diversas. Para la compactación de materiales cohesivos tales como arcilla se utilizan apisonadoras con elementos salientes en la superficie del cilindro, siendo usual denominarlas "pata de cabra".

## Características
Actualmente es normal que la compactación se logre mediante un elemento vibratorio situado dentro del cilindro, incrementando la capacidad de compactar o reduciendo el peso necesario. Esta disposición permite, además, la fabricación de equipos livianos y capaces de operar en áreas reducidas.

## Constructores
- Bomag
- Case CE
- Caterpillar
- CMI-Terex
- Corinsa
- Dynapac
- Galión
- Hamm
- HYPAC
- Ingersoll Rand
- Instalaciones Industriales, S.A.
- Lebrero
- Mikasa
- Multiquip/Rammax
- Stone Equipment
- SuperPac
- Vibromax
- Wacker Neuson
- Masalta
- Yto